# 勾刺雾冰藜
钩刺沙冰藜（学名：Bassia hyssopifolia）是苋科沙冰藜属的植物。分布于西欧、俄罗斯、伊朗、蒙古以及中国大陆的新疆、甘肃等地，生长于海拔400米至2,400米的地区，多生长于盐碱地及低洼之河谷。

## 别名
钩状刺果藜